# Иванова, Виктория Станиславовна
Виктория Станиславовна Иванова (род. 2 мая 1994, Челябинск) — российская волейболистка, центральная блокирующая.

## Биография
Начала заниматься волейболом в Челябинске у тренера Е.В.Уфимцевой. В 2011 была принята в ВК «Автодор-Метар» и, выступая за молодёжную команду клуба, в 2012 стала серебряным призёром Молодёжной лиги чемпионата России. Затем один сезон провела в основной команде клуба в высшей лиге «А», после чего переехала в Курск и уже на протяжении более 10 лет (с годичным перерывом) играет за местную команду, с которой в 2023 дебютировала в суперлиге. В 2025 перешла в череповецкую «Северянку». 

### Клубная карьера
- 2011—2012 —  «Автодор-Метар»-2 (Челябинск) — молодёжная лига;
- 2012—2013 —  «Автодор-Метар» (Челябинск) — высшая лига «А»;
- 2013—2019 —  «Политех»/«ЮЗГУ-Политех»/«ЮЗГУ-Атом» (Курск) — высшая лига «А»;
- 2019—2020 —  «Спарта» (Нижний Новгород) — высшая лига «А»;
- 2020—2025 —  «ЮЗГУ-Атом»/«Атом-Курск» (Курск) — высшая лига «А», суперлига;
- с 2025 —  «Северянка» (Череповец) — высшая лига «А».

## Достижения
- победитель (2023) и 5-кратный бронзовый призёр (2017, 2018, 2020, 2021, 2022) чемпионатов России среди команд высшей лиги «А».
- серебряный призёр Молодёжной лиги чемпионата России 2012.